# Australische Frauen-Cricket-Nationalmannschaft in Irland in der Saison 2023
Die Tour der australischen Frauen-Cricket-Nationalmannschaft nach Irland in der Saison 2023 fand vom 23. bis zum 28. Juli 2023 statt. Die internationale Cricket-Tour war Bestandteil der Internationalen Cricket-Saison 2023 und umfasste drei WODIs. Die WODIs waren Teil der ICC Women’s Championship 2022–2025. Australien gewann die Serie 2–0.

## Vorgeschichte
Australien spielte zuvor eine Tour in England, für Irland war es die erste Tour der Saison. Das letzte Aufeinandertreffen der beiden Mannschaften bei einer Tour fand in der Saison 2015 in Irland statt.

## Stadion
Die folgenden Stadien wurden für das Turnier ausgewählt.
| Stadion                      | Stadt  | Kapazität | Spiele        |
| ---------------------------- | ------ | --------- | ------------- |
| Clontarf Cricket Club Ground | Dublin | 3.200     | 1. – 3. WODI; |

## Kaderlisten
Die team benannten die folgenden Kader.
| WODI | WODI |
| Irland | Australien |
| --- | --- |
| - Laura Delany (K) - Ava Canning - Georgina Dempsey - Amy Hunter (wk) - Shauna Kavanagh (wk) - Arlene Kelly - Gaby Lewis - Louise Little - Jane Maguire - Aimee Maguire - Cara Murray - Leah Paul - Orla Prendergast - Rebecca Stokell - Mary Waldron (wk) | - Alyssa Healy (K, wk) - Tahlia McGrath (VK) - Darcie Brown - Tess Flintoff - Ashleigh Gardner - Kim Garth - Heather Graham - Grace Harris - Jess Jonassen - Alana King - Phoebe Litchfield - Beth Mooney (wk) - Ellyse Perry - Annabel Sutherland - Georgia Wareham |

## Women’s One-Day Internationals

### Erstes WODI in Dublin
| 23. Juli Scorecard | Dublin | Irland   | – | Australien |
|                    |        | Abgesagt |   |            |

Spiel wurde auf Grund von Regenfällen abgesagt.

### Zweites WODI in Galle
| 25. Juli Scorecard | Dublin | Australien 321-7 (50)           | – | Irland 168 (38.2) |
|                    |        | Australien gewinnt mit 153 Runs |   |                   |

Irland gewann den Münzwurf und entschied sich als Feldmannschaft zu beginnen. Als Spielerin des Spiels wurde Ellyse Perry ausgezeichnet.

### Drittes WODI in Galle
| 25. Juli Scorecard | Dublin | Irland 217 (49)                   | – | Australien 221-0 (35.5) |
|                    |        | Australien gewinnt mit 10 Wickets |   |                         |

Australien gewann den Münzwurf und entschied sich als Feldmannschaft zu beginnen. Als Spielerin des Spiels wurde Phoebe Litchfield ausgezeichnet.

## Auszeichnungen

### Player of the Series
Als Player of the Series wurden der folgende Spieler ausgezeichnet.
| Serie | Player of the Series |
| ----- | -------------------- |
| WODI  | Ashleigh Gardner     |

### Player of the Match
Als Player of the Match wurden die folgenden Spielerinnen ausgezeichnet.
| Spiel   | Player of the Match |
| ------- | ------------------- |
| 1. WODI | –                   |
| 2. WODI | Ellyse Perry        |
| 3. WODI | Phoebe Litchfield   |